# 寶士圍站
寶士圍站（英語：Bowesville Station）是一座位於加拿大渥太華的輕軌車站，是渥太華輕鐵2號線的途徑車站。
該車站於2025年1月6日啓用。

## 外部鏈接
- 2期計劃新增車站介紹（英文） （页面存档备份，存于）